# Peter Wieselgren (Göteborg)

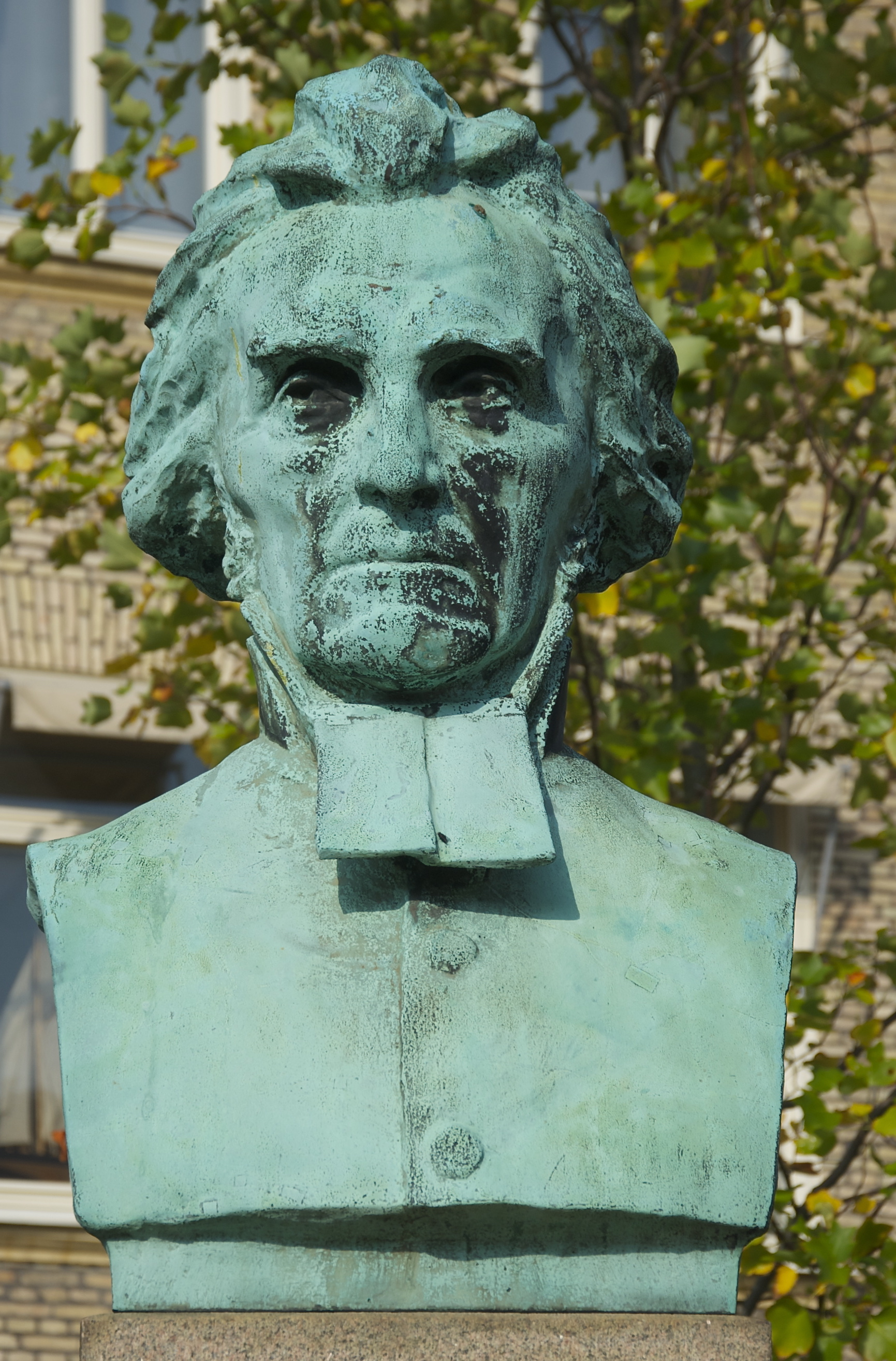
Bronsbyst av Peter Wieselgren på domkyrkoplatsen vid Göteborgs domkyrka.

Peter Wieselgren står som byst på Domkyrkoplan vid Göteborgs domkyrka.
Konstverket är utfört av Bror Chronander och avtäcktes den 1 oktober 1910 med cirka 2000 människor närvarande. Detta var Peter Wieselgrens fjärde minnesmärke i Sverige. I början stod bysten riktad mot Västra Hamngatan, men står nu med Kyrkogatan bakom sig.